# 후치가미 아야코

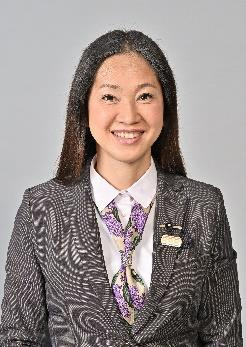
후치가미 아야코

후치가미 아야코(渕上 綾子, 1975년 1월 16일 ~ )는 일본 최초의 트랜스여성 광역의원이다.

## 같이 보기
- 가미카와 아야